# Monumento a Niccolò Paganini

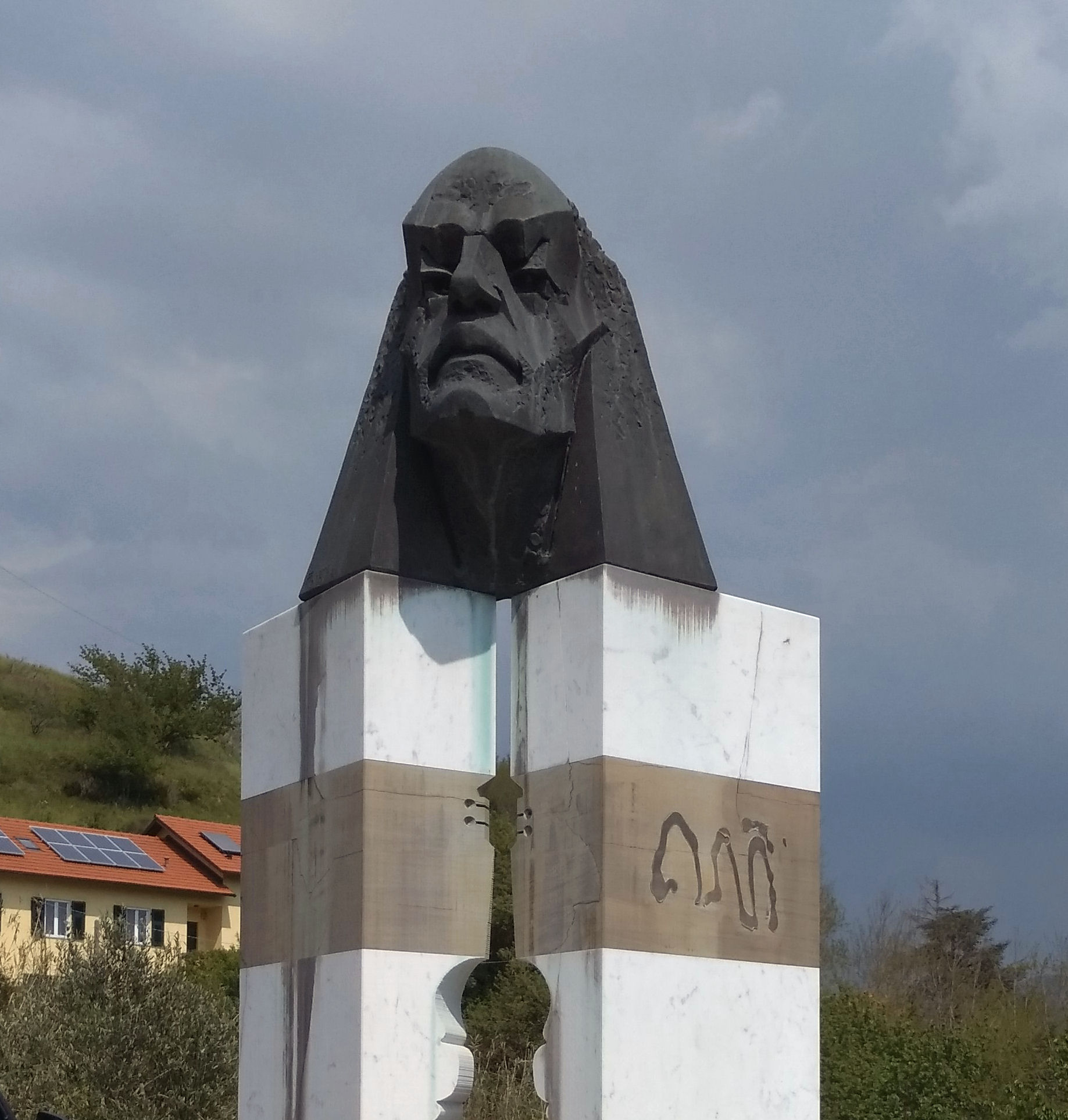
Monumento a Paganini

Il monumento a Niccolò Paganini è un monumento commemorativo, opera dello scultore Franco Repetto, posto in località San Biagio in Valpolcevera nel comune di Genova vicino alla casa dove visse nel 1801 al 1804 Niccolò Paganini. Il monumento è stato fortemente voluto dopo la demolizione della sua casa in centro nel 1971.
Il monumento è stato negli studi della Fonderia d'Arte Massimo Del Chiaro e nel laboratorio del marmista Alessandro Giorgi a Pietrasanta (LU), è in bronzo per la statua, ardesia e marmo bianco per basamento e sottobasamento; la statua è stata fusa in bronzo a cera persa.